# Neuhausen (Priesendorf)

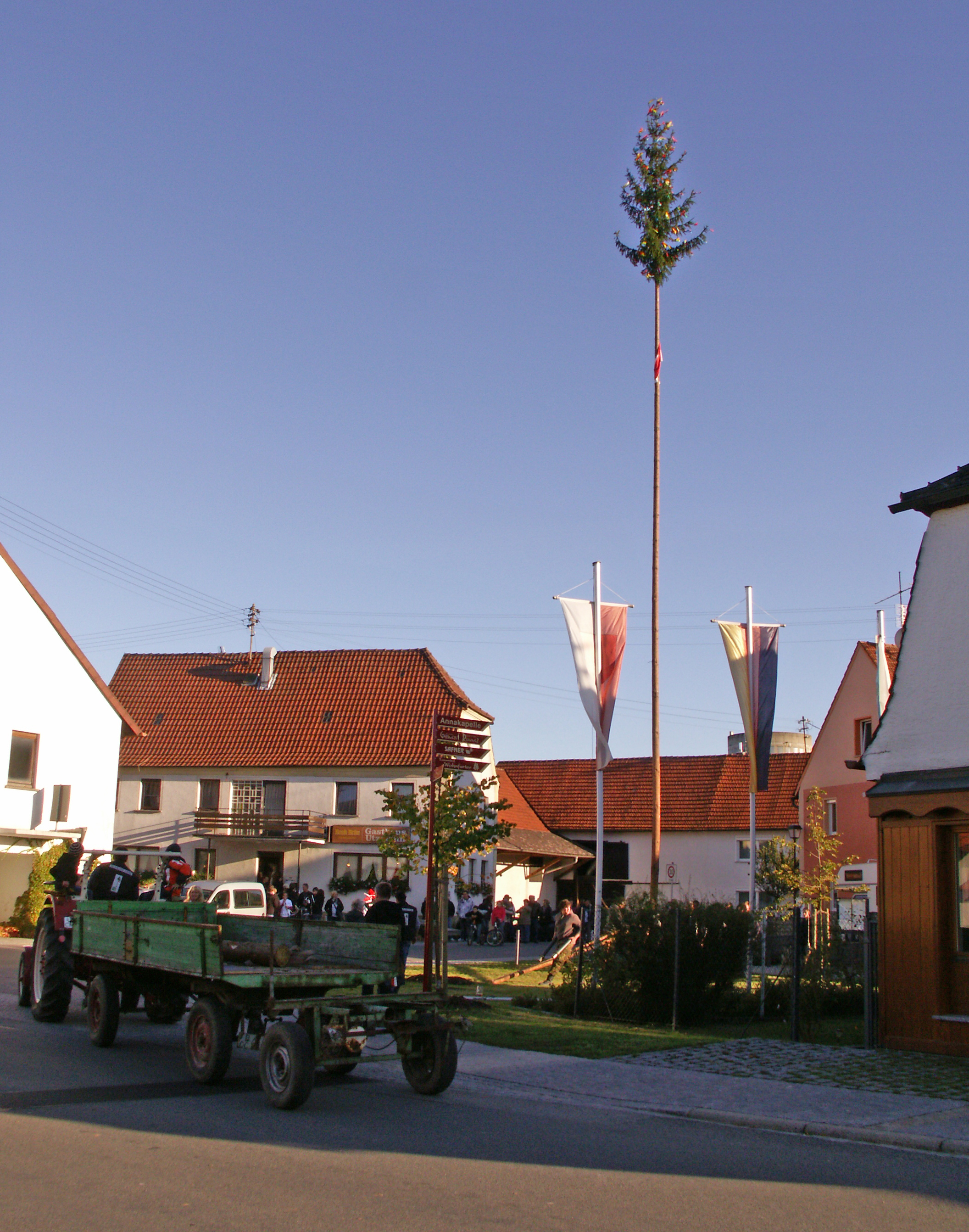
Kerwäsbaam

Neuhausen ist ein Gemeindeteil der Gemeinde Priesendorf im oberfränkischen Landkreis Bamberg in Bayern.

## Geografie
Das Dorf liegt 13 km westlich von Bamberg im Aurachgrund im Steigerwald. Es liegt am rechten Ufer der Aurach gegenüber dem Kirchdorf Priesendorf. Durch Neuhausen verläuft der Fränkische Marienweg.

## Geschichte
Die Gründung der Ortschaft Neuhausen geht auf das 10. oder 11. Jahrhundert zurück, urkundlich erwähnt wurde sie erstmals am 11. August 1182 als „Nuwenhusen“, was etwa zu den neuen Häusern bedeutet. Gegründet wurde die Ortschaft aller Wahrscheinlichkeit nach vom Adelssitz in Lisberg aus.
Um 1800 besaßen die von Münster zu Lisberg in Neuhausen zwei Halbhöfe, ein Gut, drei Söldengüter, drei Hablsöldengüter, drei Söldengütlein, sechs Tropfhäuser, ein Wirtshaus mit zugehöriger Brauerei sowie die Weißmühle. Durch Entscheidung der Regierung von Oberfranken wurde Neuhausen am 1. Januar 1972 im Zuge der Gebietsreform in Bayern in die Gemeinde Priesendorf eingegliedert.

## Vereinsleben
Das Vereinsleben wird in Neuhausen vor allem durch die 1876 gegründete Freiwillige Feuerwehr und den 1986 gegründeten Stammtisch Black Jack gepflegt, u. a. auch durch  Veranstaltungen im Dorfgasthaus. Im Schießsport aktiv ist der Schützenverein Diana Neuhausen. Seit 2010 besteht ein FC Bayern Fan-Club.

### Veranstaltungen
Örtliche Feste sind das Country-music Open Air des Stammtisches Black Jack, das Johannisfeuer am 24. Juni, und das fränkische Straßenfest der Feuerwehr sowie Johannisfeuer und Königsproklamation des Schützenvereins. Die alljährliche Krippeneröffnung findet am Ersten Advent auf dem Dorfplatz statt, Kirchweih der Annakapelle ist am Wochenende zum Annatag am 26. Juli, allgemeine Wirtshauskirchweih am dritten Wochenende im Oktober.

## Sehenswürdigkeiten
- Annakapelle, erbaut 1864 und einziges Objekt des Dorfes, das in die Denkmalliste eingetragen ist
- Friedleinsbrunnen
- Wotansborn